# Shimon Tzabar
Shimon Tzabar, auch Schimon Tzabar (hebräisch שמעון צבר; geboren am 5. März 1926 in Tel Aviv; gestorben am 19. März 2007 in London), war ein Maler, Schriftsteller und Journalist, der sich selbst als „Hebräisch sprechender Palästinenser“ bezeichnete.

## Leben
Als Jugendlicher war Shimon Tzabar zunächst Mitglied in der rechtsgerichteten zionistischen Jugendorganisation Betar; er wollte Mitglied der Irgun werden, die ihn aus ideologischen Gründen ablehnte. Später kam er in den Umkreis der Lechi, doch auch hier wurde ihm die Mitgliedschaft verwehrt, weil er für einen gemeinsamen (binationalen) Staat von Juden und Arabern eintrat. Schließlich wurde er vom Palmach aufgenommen und wurde später Mitglied der Kommunistischen Partei Israels, aus der er nach einigen Jahren wieder austrat. Er kämpfte in der Suezkrise 1956 und im Sechstagekrieg 1967 in der israelischen Armee, doch er kritisierte die israelische Besetzung und Besiedelung der Golanhöhen, des Westjordanlandes und des Gazastreifens.
Shimon Tzabars erster journalistischer Auftrag war die grafische Gestaltung der Armeezeitschrift Ba-Machane. Später wurde er Kolumnist und Karikaturist für die Tageszeitung Ha’aretz und die Wochenzeitschrift Ha-‘olam ha-ze.
Am 22. September 1967 veröffentlichte er eine Anzeige in Ha’aretz – unterzeichnet von Haim Hanegbi und elf weiteren bekannten Israelis um Matzpen –, die den Rückzug aus den eben von Israel besetzten Gebieten forderte:
Das Recht, uns gegen unsere Vernichtung zu wehren, gibt uns nicht das Recht, andere zu unterdrücken
Besatzung bedeutet Fremdherrschaft
Fremdherrschaft bedeutet Widerstand
Widerstand bedeutet Terror und Gegenterror
Die Opfer des Terrors sind vor allem Unschuldige
Wenn wir die besetzten Gebiete behalten, werden wir zu einem Volk von Mördern und von Mordopfern werden
Verlassen wir die besetzten Gebiete sofort
Die Anzeige löste eine heftige Debatte in Israel aus. Im Dezember 1967 ging Shimon Tzabar nach London und begann dort, eine Satirezeitschrift zu veröffentlichen, Israel Imperial News, die in Israel ebenso heftig angegriffen wurde, u. a. von Uri Avnery, dem Herausgeber von Ha-‘olam ha-ze. Shimon Tzabar kritisierte auch pazifistische Gruppen in Israel wie Gusch Schalom und Schalom Achschaw. Er entwarf eine alternative israelische Fahne, die in der Mitte statt des Davidsterns einen Panzer zeigte.
Shimon Tzabar veröffentlichte 27 Bücher auf Hebräisch, darunter Reisebeschreibungen, Kinderbücher, Kochbücher, Romane, politische Satiren und Essays. Er war Maler und interessierte sich sehr für Pilze.
Im Jahr 2007 gab er eine Broschüre mit dem Titel [Much Better Than] The Official Michelin Guide to Israeli Prisons, Jails, Concentration Camps and Torture Chambers heraus, worauf Michelin mit einer Klage drohte, diese jedoch wieder zurückzog.
Shimon Tzabar war verheiratet und hatte zwei Söhne, Yo‘av und Rami.

## Werke
- Das Prinzip der weißen Fahne. Wie man einen Krieg verliert und warum. Ullstein, 2003, ISBN 3-548-36442-X.